# Casa brutalista
Casa brutalista é uma residência projetada e construída, na década de 1970, pelo arquiteto Ruy Ohtake e esta localizada na cidade de São Paulo.
Ruy Ohtake, inspirado no movimento Arquitetura brutalista, criou a residência para simplificar o mínimo necessário nas linhas arquitetônicas e o seu projeto foi premiado, pelo Instituto de Arquitetos do Brasil, em 1975.
A Casa brutalista está em processo de tombamento pela Conpresp (Conselho Municipal do Patrimônio Histórico).